# La Mérignacaise
La Mérignacaise est une course cycliste féminine française qui a lieu chaque 1er mai depuis 2008 à Mérignac, en Gironde. La course est organisée par la section cyclisme du SA Mérignac. Depuis 2012 elle constitue l'une des manches de la Coupe de France dame des clubs de division nationale. En 2013, elle intègre la Coupe de France Cadettes. Sa dernière édition sous cette forme date de 2016, avant de devenir le Tour de Gironde féminin l'année suivante puis de disparaître en 2018.

## Palmarès
| Année | Vainqueur        | Deuxième                  | Troisième         |
| 2008  | Aurore Verhoeven | Émilie Blanquefort        | Ludivine Loze     |
| 2009  | Sinead Miller    | Florence Girardet         | Alison Starnes    |
| 2010  | Leire Olaberria  | Pascale Jeuland           | Ludivine Loze     |
| 2011  | Ludivine Loze    | Davina Summers            | Florence Girardet |
| 2012  | Kelly Gambier    | Pascale Jeuland           | Fanny Riberot     |
| 2013  | Roxane Fournier  | Véronique Labonté         | Alexia Muffat     |
| 2014  | Aurore Verhoeven | Marion Sicot              | Marjolaine Bazin  |
| 2015  | Laurie Berthon   | Iris Sachet               | Pascale Jeuland   |
| 2016  | Laurie Berthon   | Pascale Jeuland-Tranchant | Soline Lamboley   |

## Palmarès annexes
| Année | Vainqueur           | Deuxième         | Troisième           |
| 2013  | Maëva Paret-Peintre | Émeline Cordier  | Pauline Clouard     |
| 2014  | Clara Copponi       | Marie Gielen     | Jade Wiel           |
| 2015  | Clara Copponi       | Valentine Fortin | Claudie Chamboredon |
| 2016  | Jade Fargier        | India Grangier   | Jade Wiel           |